# 中缅卫矛
中缅卫矛（学名：Euonymus lawsonii）是卫矛科卫矛属的植物，是中国的特有植物。分布于中国大陆的云南等地，生长于海拔1,540米至2,100米的地区，多生在山坡湿润处和开阔山谷中，目前尚未由人工引种栽培。

## 异名
- Euonymus lawsonii C. B. Clarke var. salicifolius (Loesen.) Blakelock